# The Bad Mother's Handbook
The Bad Mother's Handbook é um filme de comédia/drama baseado no romace The Bad Mother's Handbook, de Kate Long. Estreou na televisão em 19 de Fevereiro de 2007, no canal britânico ITV, estrelando Catherine Tate, Anne Reid, Holly Grainger e Robert Pattinson e obteve audiência de mais de 6 milhões de pessoas.

## Elenco
- Catherine Tate - Karen
- Anne Reid - Nan (Nancy)
- Holly Grainger - Charlotte (Charlie)
- Robert Pattinson - Daniel
- Steve John Shepherd - Steve
- Steve Pemberton - Leo